# آغاجاری (شاهین‌دژ)
روستای آغاجاری در حدود ۲۰ کیلومتری شهر شاهین دژ در جنوب شرقی استان آذربایجان غربی واقع شده‌است.
جمعیت این روستا بر اساس سرشماری سال ۱۳۸۵ خورشیدی، بالغ بر ۴۹۴ نفر و تعداد خانوارای این روستا ۹۸ خانوار می‌باشد.